# Денали (национальный парк)
Национальный парк Дена́ли, или Национальный парк Де́нали (англ. Denali National Park and Preserve), ранее Ма́унт-Мак-Ки́нли (англ. Mount McKinley) — биосферный заповедник (в американском понимании — парк) в США общей площадью около 25 тысяч км²; расположен в самом центре Аляски (боро Денали).
На территории парка находится высочайшая вершина Северной Америки — гора Денали (6190 м). Она входит в систему Аляскинского хребта, который продолжает расти, следствием чего являются ежегодные землетрясения (большей частью довольно слабые).
В настоящее время парк посещают более одного миллиона туристов в год.
В парке наблюдается сочетание субарктического морского и континентального климата. Средняя температура января — минус 25 °C, июля — плюс 16 °C.
Через парк проходит железная дорога, что нехарактерно для охраняемых территорий.

## История
«Денали» на языке атабасков (атапасков) означает «великий». Первоначально атабаски так называли и гору, но впоследствии она была переименована в честь 25-го президента США Уильяма Мак-Кинли (1843—1901).
Парк основан в 1917 году под именем Маунт-Мак-Кинли, хотя вершина одноимённой горы находилась за пределами его территории. 1 декабря 1978 года указом Джимми Картера был образован отдельный парк Национальный монумент Денали. 2 декабря 1980 года Национальный парк Маунт-Мак-Кинли и Национальный монумент Денали были объединены под именем Национальный парк Денали.

## География, флора, фауна
На территории парка находятся многочисленные реки, текущие через горные долины, а также озёра ледникового происхождения. Наиболее живописны — река Танана (приток реки Юкон) и озёра Вондер и Чильчукабена.
Флора парка представляет собой сочетание североамериканских и азиатских видов. Объясняется это тем, что в начале четвертичного периода Северная Америка неоднократно соединялась с Азией и вместо Берингова пролива был перешеек, благодаря которому происходил обмен растительными и животными видами. Общее число видов растений в парке — около 650, включая разнообразные мхи, лишайники, грибы и водоросли. Южные и северные склоны Аляскинского хребта покрыты хвойными лесами. Встречаются листопадные деревья — берёза японская (Betula japonica), тополь канадский (Populus canadensis), ольха (Alnus). На открытых пространствах растут вереск, осоки, злаки, а также мхи и лишайники. Среди красивоцветущих трав в парке растут некоторые виды гиацинтоидеса (Hyacinthoides), горечавки (Gentiana), золотарника (Solidago), кипрея (Epilobium), люпина (Lupinus).
Млекопитающих в парке насчитывается 39 видов. Денали хорошо известен большой популяцией гризли и чёрного медведя. Широко распространены такие животные, как лоси (некоторые экземпляры которых достигают в парке веса в 500 кг), олени карибу, бараны Далла, волки, белки, лисы, бобры. Единственный представитель амфибий на Аляске — обитающая в Денали древесная лягушка длиной около 6 см; её печень вырабатывает глюкозу, что предотвращает замерзание клеток её организма при отрицательных температурах; в течение зимы лягушка не дышит и её сердце не бьётся, но весной она оживает.